# Чемпіонат України з хокею 2023—2024
Чемпіонат України з хокею 2023—2024 — 32-й чемпіонат України з хокею, в якому взяли участь шість клубів. Змагання проходили з 1 жовтня 2023 до 29 березня 2024. За умовами спонсорського контракту чемпіонат в сезоні 2023/24 мав назву FAVBET Ліга.

## Турнірна таблиця
| М | Команда           | І  | В  | ВО | ПО | П  | Ш      | О  |
| - | ----------------- | -- | -- | -- | -- | -- | ------ | -- |
| 1 | «Сокіл» (Київ)    | 30 | 18 | 5  | 2  | 5  | 137:47 | 66 |
| 2 | «Дніпро» (Херсон) | 30 | 18 | 4  | 0  | 8  | 134:64 | 62 |
| 3 | «Кременчук»       | 30 | 19 | 1  | 3  | 7  | 142:68 | 62 |
| 4 | «Київ Кепіталз»   | 30 | 17 | 0  | 4  | 9  | 142:72 | 55 |
| 5 | «Тризуб» (Київ)   | 30 | 6  | 0  | 0  | 24 | 59:197 | 18 |
| 6 | ШВСМ Берсерки     | 30 | 2  | 0  | 1  | 27 | 45:211 | 7  |

В матчі 11-го туру проти «Берсерків», за участь незаявленого хокеїста Данила Римаря в складі Київського «Сокола» столична команда отримала технічну поразку -:+ і грошовий штраф 20 000 гривень.

## Плей-оф

### Півфінали
|                           | Серія | 1   | 2   | 3   | 4   | 5   | 6   | 7      |
| ------------------------- | ----- | --- | --- | --- | --- | --- | --- | ------ |
| «Сокіл» – «Київ Кепіталз» | 4:1   | 4:0 | 2:3 | 2:1 | 3:0 | 3:2 | —   | —      |
| «Кременчук» – «Дніпро»    | 4:3   | 2:6 | 3:2 | 3:2 | 2:6 | 4:2 | 2:3 | 2:1 ОТ |

### Фінал
|                       | Серія | 1   | 2   | 3   | 4   |
| --------------------- | ----- | --- | --- | --- | --- |
| «Сокіл» – «Кременчук» | 4:0   | 3:0 | 6:5 | 3:2 | 3:2 |